# Ла-Ревілья-і-Аедо
Ла-Ревілья-і-Аедо (ісп. La Revilla y Ahedo) — муніципалітет в Іспанії, у складі автономної спільноти Кастилія-і-Леон, у провінції Бургос. Населення — 128 осіб (2010).
Муніципалітет розташований на відстані близько 180 км на північ від Мадрида, 46 км на південний схід від Бургоса.
На території муніципалітету розташовані такі населені пункти: (дані про населення за 2010 рік)
- Ла-Ревілья: 100 осіб
- Аедо: 28 осіб

## Демографія
Динаміка населення (INE ):